# 1055. grenadirski polk (Wehrmacht)
1055. grenadirski polk (izvirno nemško 1055. Grenadier-Regiment; kratica 1055. GR) je bil pehotni polk Heera v času druge svetovne vojne.

## Zgodovina
Polk je bil ustanovljen 3. februarja 1944 iz 1023. grenadirskega polka kot sestavni del 89. pehotne divizije.
Junija istega leta je bil polk uničen med operacijo Overlord; ponovno je bil ustanovljen septembra 1944 in uničen marca 1945.
Tretjič je bil polk ustanovljen aprila 1945.